# Atletica leggera ai Giochi della V Olimpiade - 800 metri piani
La competizione degli 800 metri piani di atletica leggera ai Giochi della V Olimpiade si tenne i giorni 6 e 8 luglio 1912 allo Stadio Olimpico di Stoccolma.

## L'eccellenza mondiale
| Record olimpico: 1908   | 1'52"8         | Mel Sheppard    | Presente |
| Migliore prest. europea | 1'52"1y (1909) | Emilio Lunghi   | Presente |
| Primatista stagionale   | 1'53"1         | John Paul Jones | Presente |

I protagonisti dei Trials statunitensi sono:
- Est: Mel Sheppard con 1'55”0 (terzo Ted Meredith);
- Centro: Ira Davenport con 1'54"2;
- Ovest:  Clarence Edmundson con 1'59"2.

## La gara
La prima semifinale è vinta dal giovane Ted Meredith (20 anni) in 1'54"4, davanti al tedesco Hanns Braun e a Mel Sheppard; nella seconda prevale il canadese Brock in 1'55"7. Giunge quinto Emilio Lunghi, primo dei non qualificati.
In finale Mel Sheppard si scatena con un primo giro impossibile per gli altri: 52"4. Lo statunitense pensa di rimanere solo, ma i connazionali Meredith e Davenport gli sono dietro (52"6); il rettilineo finale diventa una lotta per la sopravvivenza. Meredith taglia il filo di lana un attimo prima di Sheppard. Entrambi vanno sotto il primato dei Giochi e migliorano il record nazionale sulla distanza.
Il migliore degli europei, Hanns Braun, è solo sesto con 1'53"1.

Gli organizzatori hanno collocato un secondo filo di lana alle 880 yarde (m 804,67) e Meredith coglie così un altro record nazionale.

## Risultati

### Turni eliminatori
| 9 Batterie   | 6 luglio | 48 iscritti    | Si qualificano i primi 2. |
| 2 Semifinali | 7 luglio | 18 concorrenti | Si qualificano i primi 4. |
| Finale       | 8 luglio | 8 concorrenti  |                           |

### Batterie
| Pos. | Atleta         | Nazione     | Tempo  |
| ---- | -------------- | ----------- | ------ |
| 1    | David Caldwell | Stati Uniti | 1'58"6 |
| 2    | Emilio Lunghi  | Italia      | ND     |
| 3    | Walter McClure | Stati Uniti | ND     |
| 4    | Eric Lindholm  | Svezia      | 2'01"5 |
| 5    | Joseph Caullé  | Francia     | ND     |

| Pos. | Atleta             | Nazione     | Tempo  |
| ---- | ------------------ | ----------- | ------ |
| 1    | Percy Mann         | Regno Unito | 1'56"0 |
| 2    | Herbert Putnam     | Stati Uniti | ND     |
| 3    | Ole Jacob Pedersen | Norvegia    | ND     |
| -    | Leopoldo Palma     | Cile        | Rit.   |

| Pos. | Atleta           | Nazione     | Tempo  |
| ---- | ---------------- | ----------- | ------ |
| 1    | John Paul Jones  | Stati Uniti | 2'01"8 |
| 2    | Armando Cortesão | Portogallo  | ND     |
| 3    | Oscar Larsen     | Norvegia    | ND     |
| -    | Guido Calvi      | Italia      | ND     |

| Pos. | Atleta            | Nazione     | Tempo  |
| ---- | ----------------- | ----------- | ------ |
| 1    | Hec Edmundson     | Stati Uniti | 1'56"5 |
| 2    | Jack Tait         | Canada      | ND     |
| 3    | Charles Poulenard | Francia     | ND     |
| 4    | Richard Jahn      | Germania    | 2'02"0 |
| -    | Robert Burton     | Regno Unito | Rit.   |

| Pos. | Atleta          | Nazione     | Tempo  |
| ---- | --------------- | ----------- | ------ |
| 1    | Ira Davenport   | Stati Uniti | 1'59"0 |
| 2    | Fred Hulford    | Regno Unito | ND     |
| 3    | Ödön Bodor      | Ungheria    | ND     |
| 4    | Jacques Person  | Germania    | ND     |
| 5    | Dmitry Nazarov  | Russia      | ND     |
| -    | Zdeněk Městecký | Boemia      | Rit.   |
| -    | Philip Baker    | Regno Unito | Rit.   |

| Pos. | Atleta              | Nazione     | Tempo  |
| ---- | ------------------- | ----------- | ------ |
| 1    | Harlan Holden       | Stati Uniti | 1'58"1 |
| 2    | Evert Björn         | Svezia      | ND     |
| 3    | Richard Yorke       | Regno Unito | ND     |
| 4    | Karl Haglund        | Svezia      | ND     |
| 5    | Ferenc Forgács      | Ungheria    | ND     |
| 5    | Federico Mueller    | Cile        | ND     |
| 5    | Aleksandr Yelizarov | Russia      | ND     |
| 5    | Vahram Papazyan     | Turchia     | ND     |

| Pos. | Atleta        | Nazione     | Tempo  |
| ---- | ------------- | ----------- | ------ |
| 1    | James Soutter | Regno Unito | 2'00"4 |
| 2    | Mel Sheppard  | Stati Uniti | ND     |
| 3    | Erich Lehmann | Germania    | ND     |
| -    | János Antal   | Ungheria    | Rit.   |

| Pos. | Atleta         | Nazione     | Tempo  |
| ---- | -------------- | ----------- | ------ |
| 1    | Mel Brock      | Canada      | 2'00"4 |
| 2    | Ted Meredith   | Stati Uniti | ND     |
| 3    | John Victor    | Sudafrica   | ND     |
| -    | Alan Patterson | Regno Unito | Rit.   |

| Pos. | Atleta         | Nazione     | Tempo  |
| ---- | -------------- | ----------- | ------ |
| 1    | Ernest Henley  | Regno Unito | 1'57"6 |
| 2    | Hanns Braun    | Germania    | ND     |
| 3    | Erik Frisell   | Svezia      | 1'59"2 |
| 3    | Thomas Halpin  | Stati Uniti | 1'59"2 |
| -    | Károly Radóczy | Ungheria    | Rit.   |
| -    | Lauri Pihkala  | Finlandia   | Rit.   |

### Semifinali
| Pos. | Atleta          | Nazione     | Tempo  |
| ---- | --------------- | ----------- | ------ |
| 1    | Ted Meredith    | Stati Uniti | 1'54"4 |
| 2    | Hanns Braun     | Germania    | 1'54"6 |
| 3    | Mel Sheppard    | Stati Uniti | 1'54"8 |
| 4    | Herbert Putnam  | Stati Uniti | 1'55"0 |
| 5    | Jack Tait       | Canada      | ND     |
| 6    | Percy Mann      | Regno Unito | ND     |
| -    | Fred Hulford    | Regno Unito | Rit.   |
| -    | James Soutter   | Regno Unito | Rit.   |
| -    | John Paul Jones | Stati Uniti | NP     |

| Pos. | Atleta           | Nazione     | Tempo  |
| ---- | ---------------- | ----------- | ------ |
| 1    | Mel Brock        | Canada      | 1'55"7 |
| 2    | Hec Edmundson    | Stati Uniti | 1'55"8 |
| 3    | David Caldwell   | Stati Uniti | 1'55"9 |
| 4    | Ira Davenport    | Stati Uniti | 1'55"9 |
| 5    | Emilio Lunghi    | Italia      | ND     |
| -    | Harlan Holden    | Stati Uniti | ND     |
| -    | Ernest Henley    | Regno Unito | ND     |
| -    | Evert Björn      | Svezia      | ND     |
| -    | Armando Cortesão | Portogallo  |        |

### Finale
Sono ufficializzati i tempi dei primi tre classificati.
| Pos.    | Atleta         | Età | Nazione     | Tempo ufficiale | Tempo ufficioso |
| ------- | -------------- | --- | ----------- | --------------- | --------------- |
| Oro     | Ted Meredith   | 21  | Stati Uniti | 1'51"9          |                 |
| Argento | Mel Sheppard   | 29  | Stati Uniti | 1'52"0          |                 |
| Bronzo  | Ira Davenport  |     | Stati Uniti | 1'52"0          |                 |
| 4       | David Caldwell |     | Stati Uniti |                 | 1'52"8          |
| 5       | Mel Brock      |     | Canada      |                 | 1'53"0          |
| 6       | Hanns Braun    | 26  | Germania    |                 | 1'53"0          |
| 7       | Hec Edmundson  |     | Stati Uniti |                 | ND              |
| 8       | Herbert Putnam |     | Stati Uniti |                 | ND              |

Il tempo del quinto arrivato è 1'52”8, a dimostrazione del livello tecnico elevatissimo della gara, una delle più belle dei Giochi.

All'età di soli 20 anni e 236 giorni, James "Ted" Meredith è il più giovane vincitore degli 800 metri alle Olimpiadi.

Nel 1913 la neonata IAAF registrerà questa prestazione come primo record mondiale ufficiale della specialità.